# Nicaise Auguste Desvaux
Nicaise Auguste (eller Augustin) Desvaux, född den 28 augusti 1784, död den 12 juli 1856 i Bellevue vid Angers, var en fransk botanist. 
Desvaux var föreståndare för botaniska trädgården i Angers. Han var författare till Traité général de botanique med mera.
Auktorsnamnet Desv. kan användas för Nicaise Auguste Desvaux i samband med ett vetenskapligt namn inom botaniken; se Wikipediaartiklar som länkar till auktorsnamnet.